# می‌سی‌سی‌پی

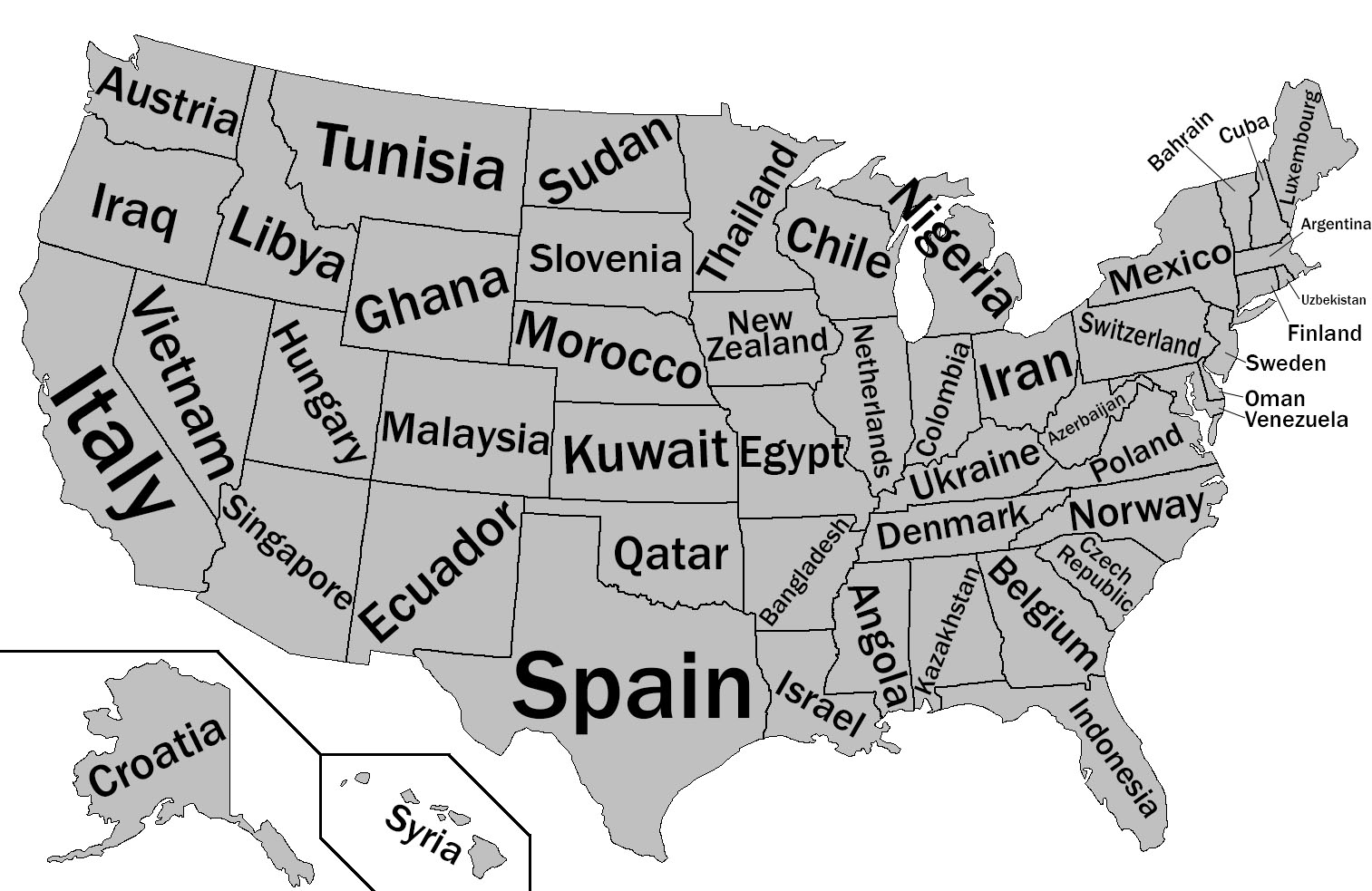
مقایسهٔ تولید ناخالص داخلی ایالت‌های آمریکا با کشورهای دیگر در سال ۲۰۱۲. ایالت می‌سی‌سی‌پی در این سال تولید ناخالصی اش قابل مقایسه با کشور آنگولا بوده‌است.

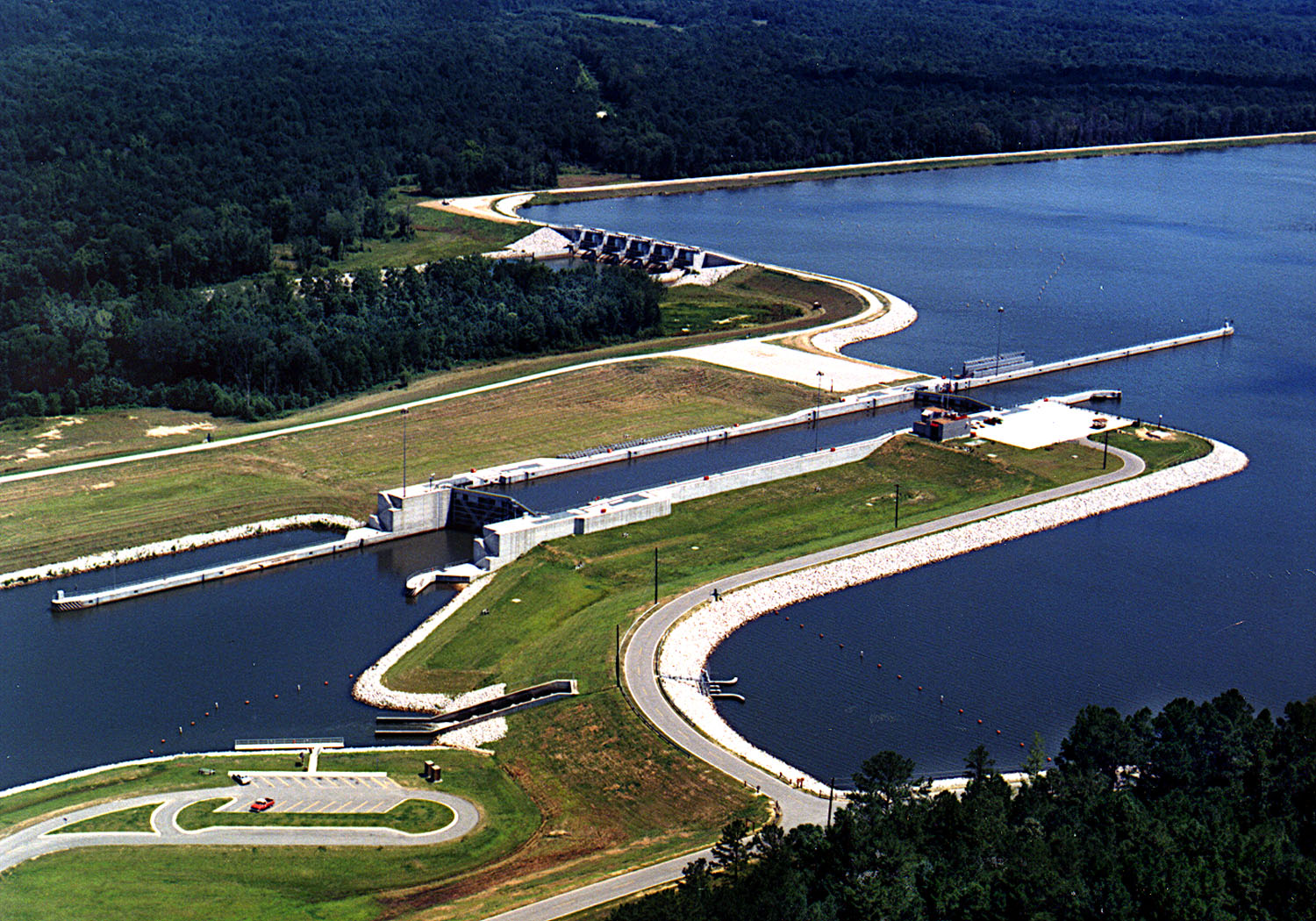
میسیسیپی یک ایالت مرطوب با زمینهای آبرفتی است.

می‌سی‌سی‌پی (به انگلیسی: Mississippi) از ایالت‌های جنوبی آمریکا است. این ایالت در ۱۸۱۷ به عنوان ایالت بیستم به ایالات متحده آمریکا پیوست. پایتخت و شهر مهم آن جکسون است. رود می‌سی‌سی‌پی از مرزهای غربی این ایالت از شمال به جنوب می‌گذرد. منشأ این نام از واژه (misi-ziibi) به معنای «رود بزرگ» است که از بومیان منطقه گرفته شده‌است. (این واژه اشاره به رود می‌سی‌سی‌پی دارد).

## اقتصاد
در سال ۲۰۱۲، این ایالت تولید ناخالص داخلی برابر با ۱۱۰٬۲۷۲ میلیارد دلار داشت، که قابل مقایسه با تولید ناخالص داخلی کشور آنگولا (۱۱۴٬۱۹۷ میلیارد دلار) بود. با اینحال در مقایسه با سایر ایالات آمریکا، این ایالت همواره دارای درصد بالایی از فقر و مشکلات بهداشتی و توسعه بوده‌است.

## دانشگاه‌های مشهور
- دانشگاه می‌سی‌سی‌پی
- دانشگاه ایالتی جکسون
- دانشگاه ایالتی میسیسیپی

## مشاهیر
از افراد مشهور این سرزمین می‌توان از بریتنی اسپیرز، لستر یانگ، ویلیام فاکنر، بی بی کینگ، الویس پریسلی، اوپرا وینفری، و جیم هنسون (استاد بزرگ نمایش‌های عروسکی) نام برد.

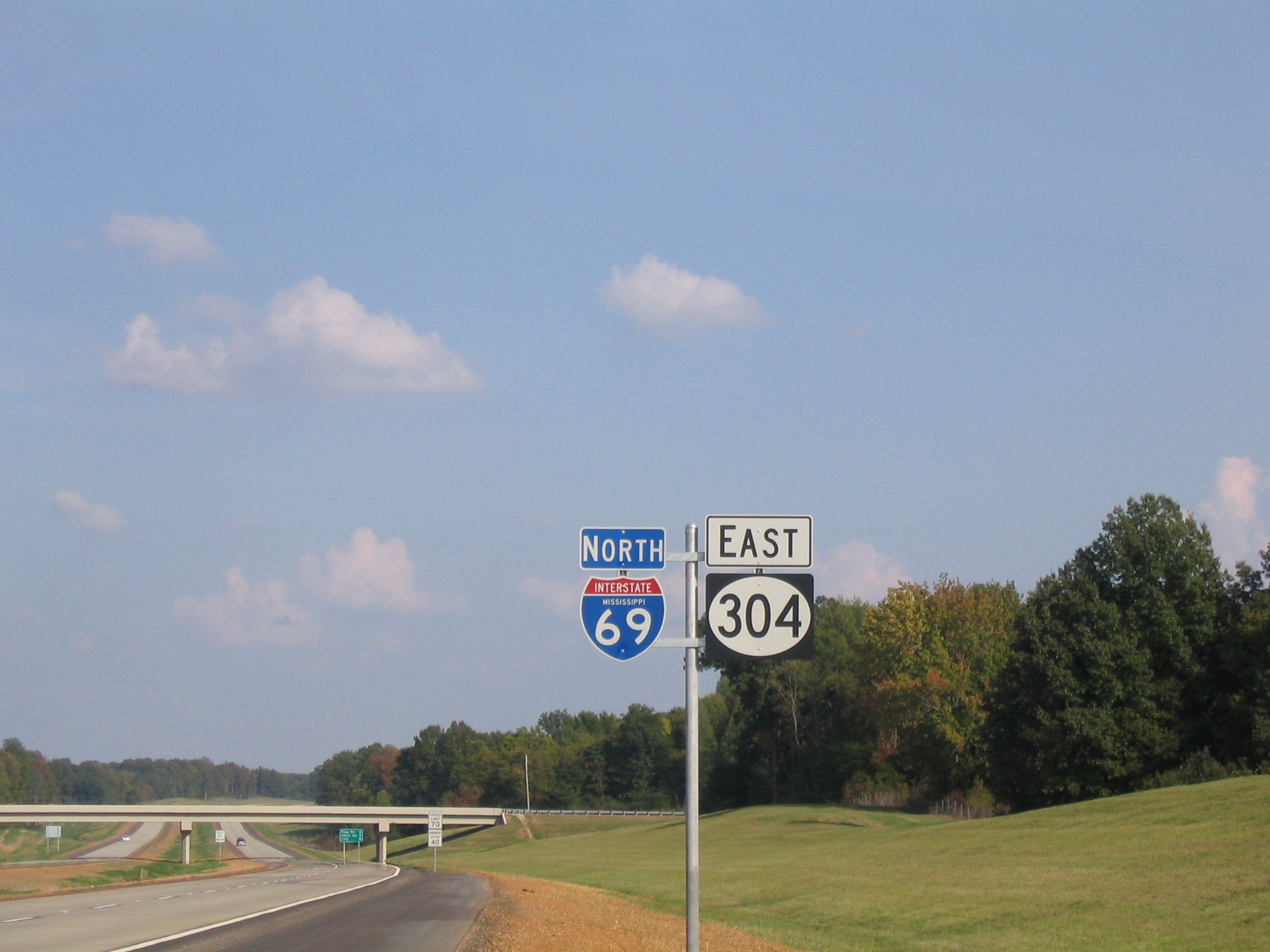
میسیسیپی در بزرگراه‌های خارج از شهر